# Prasophyllum rogersii
Prasophyllum rogersii är en orkidéart som beskrevs av Herman Montague Rucker Rupp. Prasophyllum rogersii ingår i släktet Prasophyllum och familjen orkidéer. Inga underarter finns listade i Catalogue of Life.